# The Lemming
The Lemming (voorheen bekend als Lemming en daarvoor als Life Color), is een Nederlandse hardrockband die tal van hits scoorde in de Nederlandse Top 40  waarvan drie tussen 1973 en 1975.

## Geschiedenis
De oorspronkelijke bezetting van Lemming in 1973 bestond uit leadzanger Wally McKey, gitarist Harry Bruintjes, bassist Tinny Durrell en drummer Tony Gloudie. Voorstel was de band The Lemming te noemen, maar het lidwoord "The" deed volgens Willem van Kooten toen te ouderwets aan. In 2002 werd de band heropgericht door Wally Mckey, toen wel met "The" als voorvoegsel. Van de oorspronkelijke leden zitten alleen Wally McKey en Tony Gloudie in de nieuwe band.

## Discografie

### Albums
| Album met eventuele hitnotering(en) in de Nederlandse Album Top 100 | Datum van verschijnen | Datum van binnenkomst | Hoogste positie | Aantal weken | Opmerkingen                 |
| ------------------------------------------------------------------- | --------------------- | --------------------- | --------------- | ------------ | --------------------------- |
| Lemming                                                             | 1975                  |                       |                 |              | als Lemming                 |
| The best of Lemming                                                 | 2002                  |                       |                 |              | als Lemming / verzamelalbum |
| Worldwide                                                           | 2006                  | 24-06-2006            | 50              | 7            |                             |
| Gotha's Halloween                                                   | 2009                  |                       |                 |              |                             |
| Songs for Sale                                                      | 2015                  |                       |                 |              | verzamelalbum               |

### Singles
| Single met eventuele hitnotering(en) in de Nederlandse Top 40 | Datum van verschijnen | Datum van binnenkomst | Hoogste positie | Aantal weken | Opmerkingen                            |
| ------------------------------------------------------------- | --------------------- | --------------------- | --------------- | ------------ | -------------------------------------- |
| Lucifera                                                      | 1973                  | 08-12-1973            | 19              | 8            | als Lemming / nr. 21 in Single Top 100 |
| Father John                                                   | 1974                  | 14-09-1974            | 15              | 9            | als Lemming / nr. 12 in Single Top 100 |
| Queen Jacula                                                  | 1975                  | 01-03-1975            | 27              | 3            | als Lemming / nr. 26 in Single Top 100 |
| Planet of love                                                | 1975                  | 09-08-1975            | tip6            |              | als Lemming                            |
| Good morning                                                  | 1976                  | 21-08-1976            | tip17           |              | als Lemming / nr. 26 in Single Top 100 |
| Aint It Bad                                                   | 1998                  |                       |                 |              |                                        |
| Time is flying away                                           | 2005                  |                       |                 |              | nr. 55 in Single Top 100               |
| Black eyed woman                                              | 2009                  |                       |                 |              | nr. 54 in Single Top 100               |